# 武平県
武平県（ぶへい-けん）は中華人民共和国福建省に位置する省直轄の県であり、しばらくの間、竜岩市の代理管轄下に置かれている。

## 歴史
736年（開元24年）、建安郡に南安鎮・武平鎮が設置される。946年（保大4年）に両鎮を統合し武平場に改編、994年（淳化5年）に県に昇格し現在に至る。

## 行政区画
下部に1街道、14鎮、2郷を管轄する
- 街道
  - 平川街道
- 鎮
  - 中山鎮、岩前鎮、十方鎮、中堡鎮、桃渓鎮、城廂鎮、東留鎮、武東鎮、万安鎮、永平鎮、象洞鎮、中赤鎮、湘店鎮、大禾鎮
- 郷
  - 民主郷、下壩郷

## 交通

### 鉄道
- 中国国家鉄路集団
  - 竜竜線（中国語版）
    - 武平駅

### 道路
- 高速道路
  - 長深高速道路
  - 漳武高速道路
- 国道
  - G205国道